# Efapel Cycling
Efapel Cycling is een Portugese wielerploeg die is opgericht in 2022 door voormalig wielrenner José Azevedo. De ploeg verkreeg direct per 2022 een continentale status van de UCI, waardoor het uitkomt in de UCI Europe Tour. Hoofdsponsor is EFAPEL, tot en met 2021 was hetzelfde bedrijf al hoofdsponsor van een andere wielerploeg, Efapel.

## Bekende (ex-)renners
- João Benta (2022)
- Joaquim Silva (2022-)
- Abner González (2024)
- André Carvalho (2025-)
- Mauricio Moreira (2025-)

## Overwinningen
2022
Proloog Trofeo Joaquim Agostinho: Tiago Antunes
 Portugees kampioen tijdrijden, beloften: Pedro Andrade
2024
9e etappe Ronde van Portugal: Abner González